# Groslée
Groslée [ɡʁole] est une ancienne commune française située dans le département de l'Ain en région Auvergne-Rhône-Alpes.
Le 1er janvier 2016, elle a fusionné avec la commune de Saint-Benoît pour former la commune nouvelle de Groslée-Saint-Benoit.

## Géographie
Commune située sur les bords du Rhône, au pied de la montagne de Tentanet (1019 m), dans la zone d'appellation AOC des vins du Bugey. A seulement 10 kilomètres de la ville de Morestel (38), et 23 kilomètres de Belley (sous-préfecture du département de l'Ain).

## Toponymie
Du latin graulus (corneille) et du suffixe collectif –etum[réf. nécessaire].

## Histoire
Le village d'Arandon (De Arandone) existait déjà en 1271.

## Politique et administration

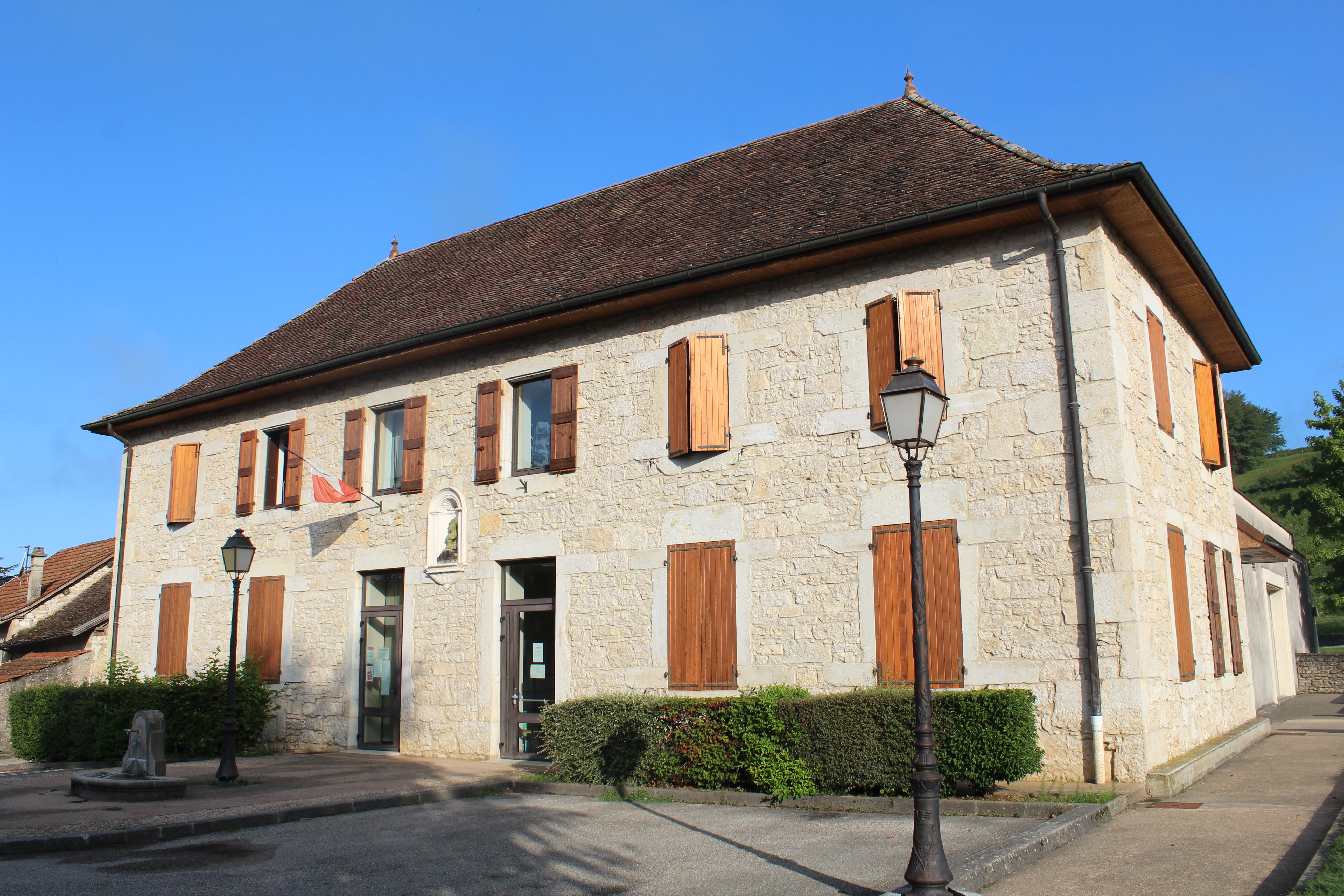
Mairie.

| Période    | Période | Identité        | Étiquette | Qualité                                           |
| ---------- | ------- | --------------- | --------- | ------------------------------------------------- |
| avant 1981 | ?       | Antoine Penelle | MRG       | Conseiller général du canton de Lhuis (1967-1979) |
| 1995       | 2008    | Philippe Duport |           |                                                   |
| 2008       | 2014    | Carole Teste    |           |                                                   |
| 2014       | 2016    | Marthe Aurèle   | SE        | Retraitée                                         |

| Période | Période  | Identité       | Étiquette | Qualité |
| ------- | -------- | -------------- | --------- | ------- |
| 2016    | 2020     | Marthe Aurèle  |           |         |
| 2020    | En cours | Thierry Catcel |           |         |

## Démographie
L'évolution du nombre d'habitants est connue à travers les recensements de la population effectués dans la commune depuis 1793. Pour les communes de moins de 10 000 habitants, une enquête de recensement portant sur toute la population est réalisée tous les cinq ans, les populations de référence des années intermédiaires étant quant à elles estimées par interpolation ou extrapolation. Pour la commune, le premier recensement exhaustif entrant dans le cadre du nouveau dispositif a été réalisé en 2004.
En 2021, la commune comptait 322 habitants, en évolution de −10,56 % par rapport à 2015 (Ain : +5,15 %, France hors Mayotte : +2,11 %).
| 1793 | 1800 | 1806 | 1821 | 1831 | 1836 | 1841 | 1846 | 1851 |
| ---- | ---- | ---- | ---- | ---- | ---- | ---- | ---- | ---- |
| 576  | 479  | 589  | 614  | 622  | 629  | 717  | 756  | 670  |

| 1856 | 1861 | 1866 | 1872 | 1876 | 1881 | 1886 | 1891 | 1896 |
| ---- | ---- | ---- | ---- | ---- | ---- | ---- | ---- | ---- |
| 693  | 680  | 700  | 683  | 656  | 617  | 667  | 620  | 545  |

| 1901 | 1906 | 1911 | 1921 | 1926 | 1931 | 1936 | 1946 | 1954 |
| ---- | ---- | ---- | ---- | ---- | ---- | ---- | ---- | ---- |
| 515  | 512  | 521  | 422  | 386  | 374  | 369  | 359  | 326  |

| 1962 | 1968 | 1975 | 1982 | 1990 | 1999 | 2004 | 2006 | 2009 |
| ---- | ---- | ---- | ---- | ---- | ---- | ---- | ---- | ---- |
| 356  | 317  | 241  | 267  | 286  | 333  | 349  | 352  | 349  |

| 2014 | 2019 | 2021 | - | - | - | - | - | - |
| ---- | ---- | ---- | - | - | - | - | - | - |
| 366  | 370  | 322  | - | - | - | - | - | - |

## Culture locale et patrimoine

### Lieux et monuments
- Pont suspendu de Groslée achevé en 1912.
- Ruines du château féodal du XIIe siècle, inscrites aux monuments historiques[7]. Le château est bâti, vers 1180, par Jacques de Groslée, sénéchal de Lyon, et fut restauré aux XVe et XVIe siècles. En 1580 le duc de Savoie érigea la seigneurie en comté en faveur de Claude de Groslée. Le château se présente sous la forme d'un donjon carré du XIIe siècle entouré d'une chemise haute et de braies flanquées de tours rondes équipées pour armes à feu.
- Maison forte de Vareppe, inscrite aux monuments historiques[8].

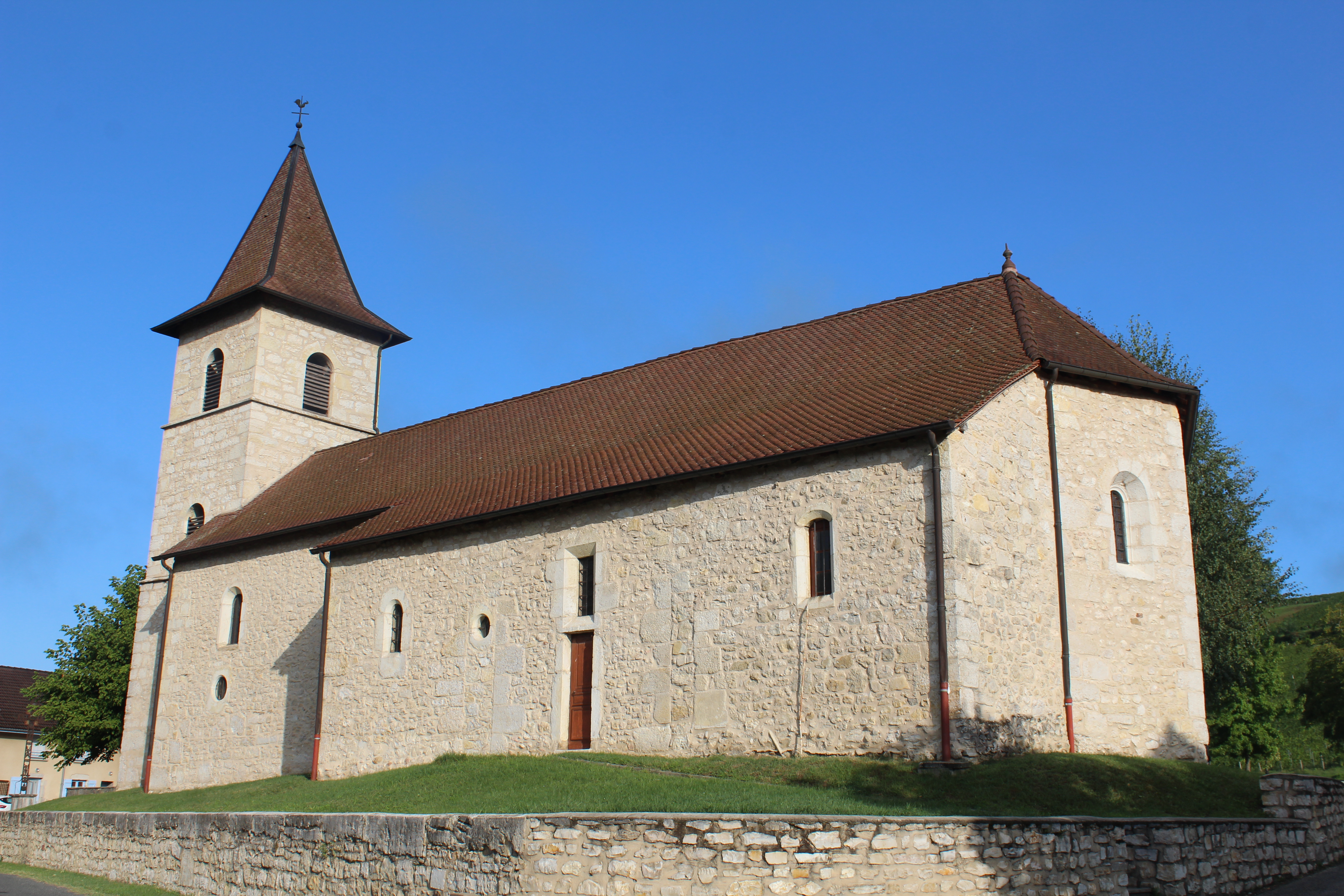
Église Saint-Cyriaque.
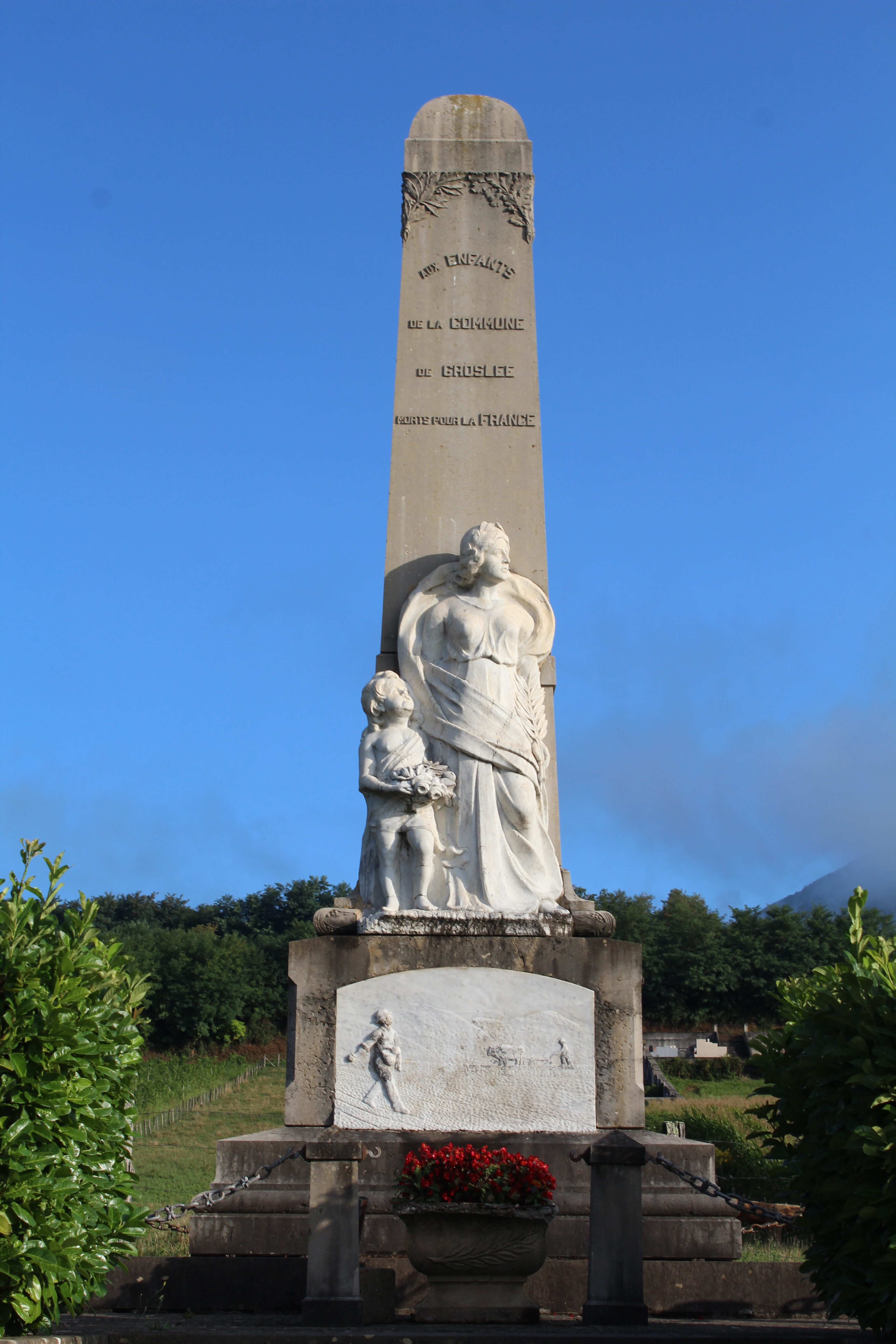
Monument aux morts.
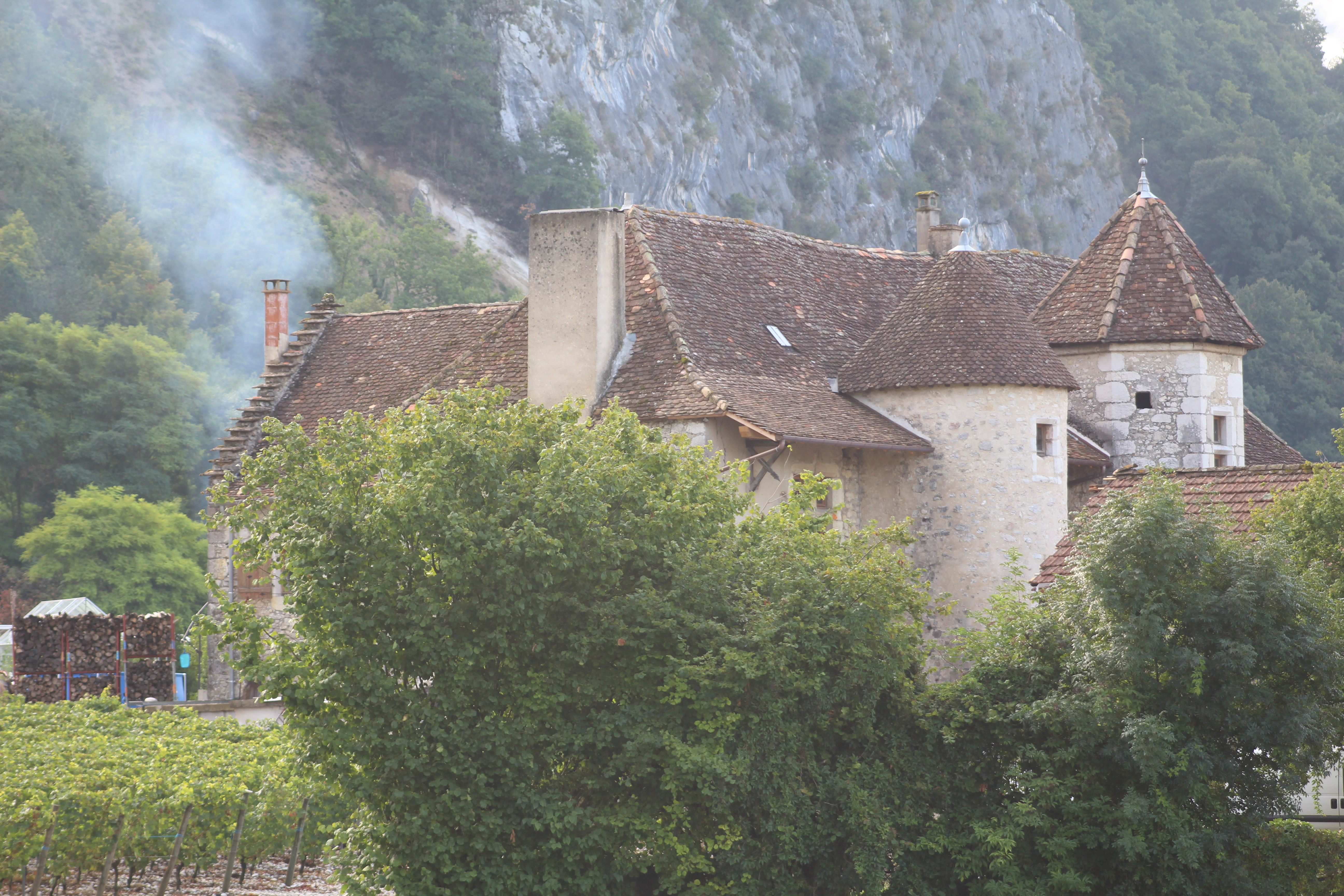
Château de Vareppe.
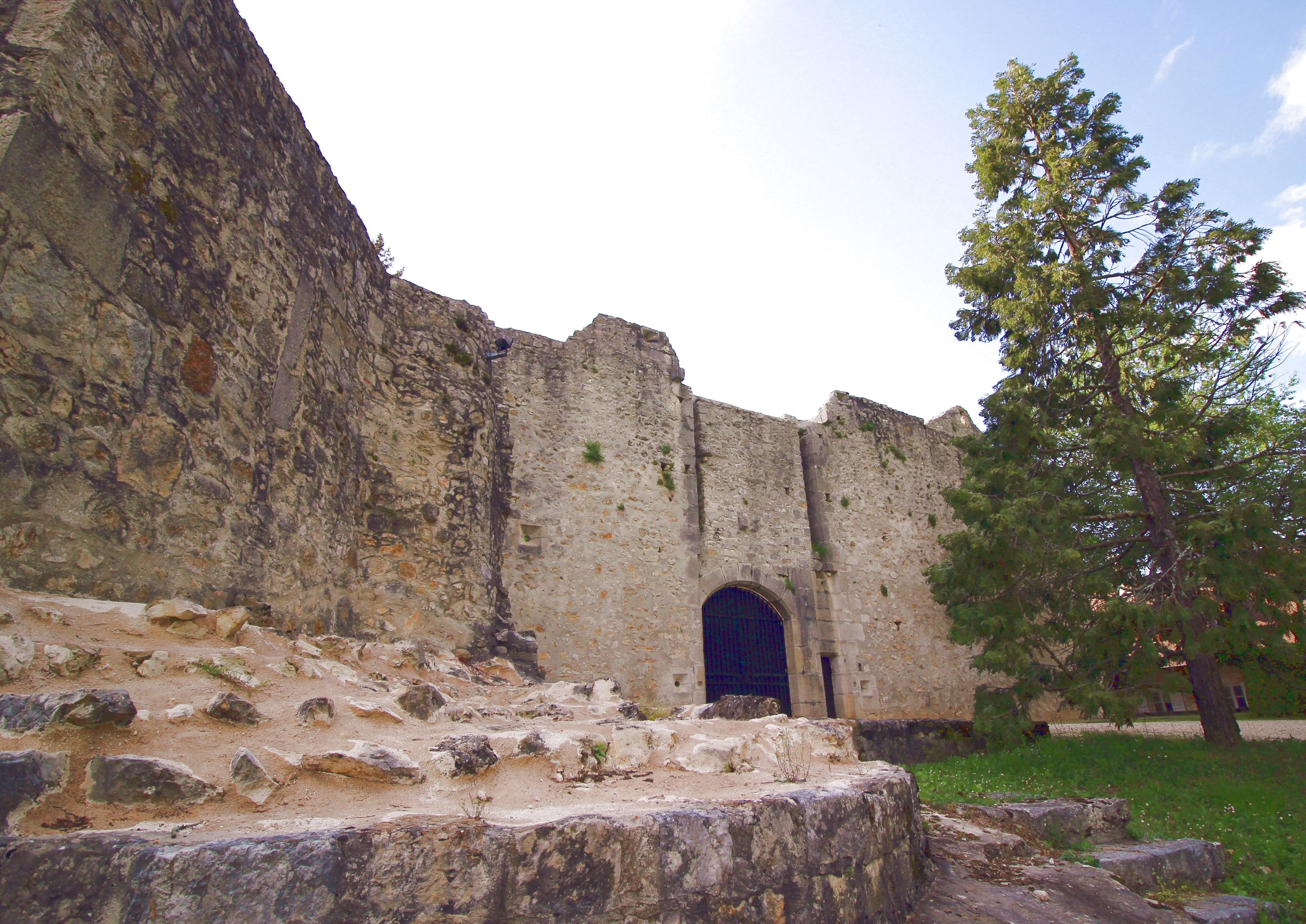
Château de Groslée.

### Zones naturelles protégées
La commune compte plusieurs zones naturelles d'intérêt écologique, faunistique et floristique de type I :
- milieux alluviaux du Rhône du Pont de Groslée à Murs et Gélignieux ;
- falaise de Conzieu ;
- lac de Crotel ;
- montagne de Tentanet.

### Personnalités liées à la commune
- La maison de Groslée est l'une des plus illustres et anciennes du Bugey.
- Antoine Blanc (1858-1931), homme politique, maire de Groslée, député de l'Ain.

## Pour approfondir